# Liste der Naturdenkmäler in Heuchelheim an der Lahn
Die Liste der Naturdenkmäler in Heuchelheim an der Lahn nennt die auf dem Gebiet der Gemeinde Heuchelheim an der Lahn gelegenen Naturdenkmäler. Sie sind nach dem Hessischen Gesetz über Naturschutz und Landschaftspflege (Hessisches Naturschutzgesetz – HAGBNatSchG) § 12 geschützt und bei der unteren Naturschutzbehörde des Landkreises Gießen (Fachdienst 72 Naturschutz) eingetragen.
| Bild            | Bezeichnung                    | Ortsteil, Lage                                                   | Beschreibung | Art         | Nr.   |
| --------------- | ------------------------------ | ---------------------------------------------------------------- | --- | ----------- | ----- |
| Fotos hochladen | Die drei Eichen von Kinzenbach | Kinzenbach, Gemarkung Kinzenbach 50° 36′ 20,1″ N, 8° 35′ 25,7″ O | Baumgruppe auf dem Gelände „Bei der Schanz“ im lichten Wald, aus der Zeit um das Jahr 1700. ND seit 2012, Höhe 35 m. | Stiel-Eiche | ND 56 |